# 4665 Muinonen
4665 Muinonen (1985 TZ1) là một tiểu hành tinh vành đai chính được phát hiện ngày 15 tháng 10 năm 1985 bởi E. Bowell ở Flagstaff.